# Hyperbaena brevipes
Hyperbaena brevipes är en tvåhjärtbladig växtart som beskrevs av Ignatz Urban och Ekman. Hyperbaena brevipes ingår i släktet Hyperbaena och familjen Menispermaceae. Inga underarter finns listade i Catalogue of Life.